# Daniel Granieri
Daniel Benedetti Granieri (São Paulo, 12 de junho de 1978) é um ator brasileiro de teatro, cinema e televisão.
Em 2009, interpretou o cantor Cazuza dos quinze aos trinta anos no especial Por Toda a Minha Vida (2009) da Rede Globo, que foi indicado ao Prêmio Emmy como melhor Programa de Arte Internacional de 2010. Atuou também no longa Somos Tão Jovens, que conta a história de Renato Russo e Legião Urbana, interpretando um amigo que Renato Russo teve em 1978, o Zeca. Apresentou o programa Artzooka, sucesso do canal Discovery Kids entre 2010 e 2012. Sua estreia na televisão ocorreu em 2007 como o jovem rebelde Tomás na novela Dance Dance Dance, sucesso da Rede Bandeirantes e do Canal Boomerang, dirigido por Del Rangel. Por duas vezes foi convidado por Pina Bausch e dirigido pela coreógrafa nos espetáculos Masurca Fogo e Brasil ou Água, ambos no Teatro Alfa em São Paulo.
Em 2014, formou-se no Stella Adler Studio Of Acting dos Estados Unidos e, em 2015, no curso preparatório do CPT, dirigido por Antunes Filho. No teatro, Granieri participou de diversas peças no exterior e no Brasil, especializando-se a princípio no gênero Commedia dell'arte e no Sistema Stanislavski. Trabalhou com os grandes diretores Eduardo Tolentino (Grupo TAPA), Pina Bausch, Francisco Medeiros, José Rubens Siqueira, Zé Henrique de Paula, Vladimir Capella, entre outros. No cinema, trabalhou com os premiados diretores André Ristum, Murilo Sales e Antonio Carlos Fontoura, e na televisão foi dirigido por nomes como Del Rangel, Ricardo Waddington, Gustavo Fernandes, tendo gravado mais de 150 comerciais desde 1997 para as maiores agências do ramo no Brasil.

## Biografia e carreira
Daniel Granieri nasceu em São Paulo em 12 de junho de 1978 e formou-se em teatro pela Faculdade das Artes do Corpo da PUC em 2003 e pela Scuolla Internationalle Dell Atore Cômico de Reggio Emillia na Itália em 2005.
Granieri participou de produções em países como Itália e Espanha. Em Barcelona, protagonizou o musical Lampião de Raquel de Queirós, que tivera boa reputação no país, e Monólogo de Romeu, adaptação da peça Romeu e Julieta de William Shakespeare. Ele também foi dirigido por Antonio Fava na Itália, atuando no espetáculo de commedia dell'arte Avanti Il Prossimo. Daniel já participou de inúmeras peças de teatro, e por dois anos foi membro do Grupo TAPA de São Paulo. Os trabalhos com que mais se destacou no palco foram Hamlet dirigido por Francisco Alberto Azevedo Medeiros, A Obra Completa de Nelson Rodrigues, de José Rubens Siqueira, e Tristão e Isolda dirigido por Vladimir Capella, que lhe garantiu o Prêmio Coca Cola e o Femsa de Melhor espetáculo e produção jovem de 2007. Também teve uma passagem pela Dança-Teatro onde encenou Masurca Fogo e Brasil no Teatro Alfa sob a coreografia da alemã Pina Bausch.
Desde 2007 Granieri trabalha na televisão. Estreou como o jovem rebelde Tomás na novela Dance Dance Dance, sucesso da Rede Bandeirantes e do Canal Boomerang, sendo dirigido por Del Rangel. Interpretou Cazuza no especial Por Toda a Minha Vida em 2009. Sua interpretação como Cazuza recebeu repercussão em alguns jornais, como O Globo, onde Patrícia Kogut lhe deu nota 10, enquanto Paulo Ricardo Moreira do Jornal do Brasil escreveu: "Bem produzido e emocionante, o especial foi ótimo, desde a atuação de Daniel Granieri até mescla de imagens de arquivo e cenas reconstituídas". Em 2010, o especial sobre Cazuza foi indicado ao Prêmio Emmy como Melhor Programa de Arte Internacional de 2010.
No cinema, Daniel estreou com Seja o que Deus Quiser (2001), filme premiado de Murilo Salles, que também conta com os atores Marília Pera, Nicete Bruno e Caio Junqueira. Daniel interpretou o aviador Gabriel Voisin no filme 14 Bis, contracenando com Daniel de Oliveira que interpreta Santos Dumont. Em 2010, protagonizou dois curtas metragens: Caça-Palavras, dirigido por Pedro Flores, e O Sonho de Titia, de Bel Mêrces e Paula Zultan.  Em 2011, terminou as gravações para o longa Somos Tão Jovens, dirigido por Antonio Carlos da Fontoura, com data de estreia para 20 de julho de 2012, que conta a história de Renato Russo e Legião Urbana, interpretando Zeca, um amigo de Renato Russo de 1978. No curta O Encontro (também com estreia marcada para 2012), remake de Anjos da Noite (1987), foi dirigido por Marco Lafer e contracenou com o ator Guilherme Leme.
O ator também apresentou o programa AXN Film Festival 2009, exibido todos os domingos às 17h00 pelo canal AXN da Sony. Foi protagonista da produção binacional O Homem Aranha - Ação e Aventura, interpretando a trajetória do fotógrafo Peter Parker até tornar-se o homem aranha. Nesta produção, Granieri precisou aprender a voar pendurado em cordas, técnicas de luta, e acrobacias. Ainda em 2010, continuou no teatro, mas em formato e abordagem diferente. Integrou o Grupo Macunaíma no CPT de Antunes Filho e participou de um projeto que não estreou, os “Ensaios da Peça Nas Paralelas “Irãn”.
Granieri apresentou o Programa de Artes Manuais "Artzooka" que foi destaque na Discovery Kids de 2010 a 2011. Durante esse último ano, também coordenou e atuou como arte educador no projeto social que ajudou a fundar, Projeto Social Despertar, na Praça Largo Coração de Jesus na Cracolândia no centro de São Paulo, com mais de 300 crianças inscritas.
Entre maio e agosto de 2014, realizou um curso intensivo de acting em Nova York, formando-se no Studio de Atuação Stella Adler. Durante essa temporada, passou a morar no Brooklin, em Williamsburg, chegando a gravar para o programa Planeta Brasil da Globo Internacional, onde contou sua experiência e trajetória como ator nos Estados Unidos. Em 2015, já de volta ao Brasil, formou-se no Curso de Introdução ao Método do Ator do CPT, dirigido por Antunes Filho, no qual ainda segue fazendo parte através do Grupo Macunaíma.

## Trabalhos

### Televisão
| Ano       | Título                            | Personagem   | Notas                                          |
| --------- | --------------------------------- | ------------ | ---------------------------------------------- |
| 2019      | Psi                               | Pedro        | Episódio: "Até que o Crime os Separe: Parte 1" |
| 2018      | Assédio                           | Alan         | 2 episódios                                    |
| 2017      | Carinha de Anjo                   | Laércio      |                                                |
| 2017      | Eu, Ela e um Milhão de Seguidores | Tuto         | Episódio: "A Empresária"                       |
| 2015      | Os Dez Mandamentos                | Assir adulto |                                                |
| 2014      | Copa do Caos                      | Portuga      |                                                |
| 2013      | Dona Xepa                         | Dr. Daniel   |                                                |
| 2010-2012 | Artzooka                          | Apresentador |                                                |
| 2009      | Por Toda a Minha Vida             | Cazuza       |                                                |
| 2009      | AXN Film Festival 2009            | Apresentador |                                                |
| 2007      | Dance Dance Dance                 | Tomás Braga  |                                                |

### Cinema
| Ano  | Título                  | Personagem        |
| ---- | ----------------------- | ----------------- |
| 2018 | Poesia e Melodia        | Filho do Produtor |
| 2013 | Somos Tão Jovens        | Zeca              |
| 2012 | O Encontro              | —                 |
| 2009 | O sonho de Titia        | Bernardo          |
| 2008 | Caça Palavra            | André             |
| 2006 | 14 Bis                  | Voisin            |
| 2005 | ElPerfume               | Garoto            |
| 2005 | 4 passos                | Mendigo           |
| 2004 | Quarto 38               | —                 |
| 2002 | Seja o que Deus Quiser! | Dany              |
| 2001 | Atrás da Fama           | Repórter          |
| 2000 | É proibido Fumar        | —                 |

### Teatro
- 2023 - As Coéforas de Ésquilo
- 2016 - Leão Coragem direção de Antônio Ranieri
- 2015 - A lenda do Vale da Lua de João das Neves - Músicas Chico Cesar Dir. Wilma de Souza- Teatro Porto Seguro
- 2015 - Mulheres Solteiras Procuram- Dir . Pitty Webo - Teatro Italia
- 2015 - “A Chapéuzinho Vermelho” Dir. Pitty Webo Personagem Lobo Mal -em SP
- 2013 - “Antígona 2084” texto Sofócles adaptação de José Rubens Siqueira- personagem Hemon na Funarte /SP
- 2013 - O Nó do Coração de David Eldridge Dir. Guilherme Leme – Teatro Eva Herz -Rj
- 2012 - Homens de Caio Fernando Abreu Dir. Delson Antunes - Teatro Leblon RJ
- 2012 - Aventuras do Livro no Palco – O Mistério do Coelho Pensante de Clarice Lispector  Dir. Delson Antunes – RJ
- 2011 - Monólogos de Clarice Lispector – Teatro Café Pequeno – Leblon RJ
- 2010 - Homem Aranha Ação e Aventura  Marvell Comics Dir. Leandro Panetta - Personagem Homem Aranha/ Peter Parker- SP/RJ/Brasília/Salvador/Recife
- 2008 - Subterfugio Malu e Fred de Wagner Dávilla Cia Novos Diretores Pers.Fred
- 2008 - Só mais uma História de Juliana Gonçalves-Tripla Cia
- 2007 - Tristão e Isolda Dir. Vladimir Capela-P.Andret -SesiSP/ prêmio fensa
- 2006 - Ciclo de Leituras Teatro Irlandês ContemporâneoDir.Domingos Nunes
- 2006 - Traições Dir. Tiago Moraes -Pers.Paulo Pça Roosevelt
- 2006 - Sonho de Uma Noite de Verão T.Folha Dir.Pipo Grits -Personagem Demétrio
- 2005 - Avanti Il Prossimo Dir.Antonio Fava -Teatro Cavallerizza Reggio Emillia/Italia - Personagem Pepino Papagallo
- 2005 - Máquina de Guerra Dir.Antonio Fava - Parma/Italia 2005 Personagem Colafronio
- 2005 - Lampião de Raquel de Queirós -Nau Ivanow/Barcelona- Personagem Lampião
- 2004 - O Reino do Ludovico- Dir.Fabio Oki Pers.Principe
- 2003 - A Obra completa de Nelson Rodrigues Dir.Jozé Rubens Siqueira-Tuca Arena
- 2003 - Projeto Adelia Teatro do Centro da Terra/ Textos de Fernando Pessoa
- 2002 - "Brasil" ou "Água" -  Teatro Alfa Dir.Pina Baucsh - participação especial
- 2002 - Hamlet W.Shakespeare Dir.Francisco Medeiros Sesi SP
- 2001 - Masurca Fogo Teatro Alfa Dir.Pina Baucsh -participação especial
- 2001 - O Tambor e o Anjo Grupo Tapa- Dir.André Garolli/Paulo Marcos SP
- 2001 - É 20 Folias do Século Personagem-Jovem Galã Teatro Alfa
- 2000 - Espasmos Urbanos Cia Artesões do Corpo- Dir Mirtes Calheiros
- 1999 - Nossa Senhora de Thorton Wilder Dir.Paulo Marcos -Pers.Diretor de Cena
- 1999 - Peter Pan Pers. João - Teatro Italia - SP

### Discografia
- - Por Toda a Minha Vida - Cazuza - O Vira